# Portinglês
Le Portinglês (ou Porglish ou encore Portuglish) est un mélange de la langue anglaise et portugaise.